# Ecco Meineke

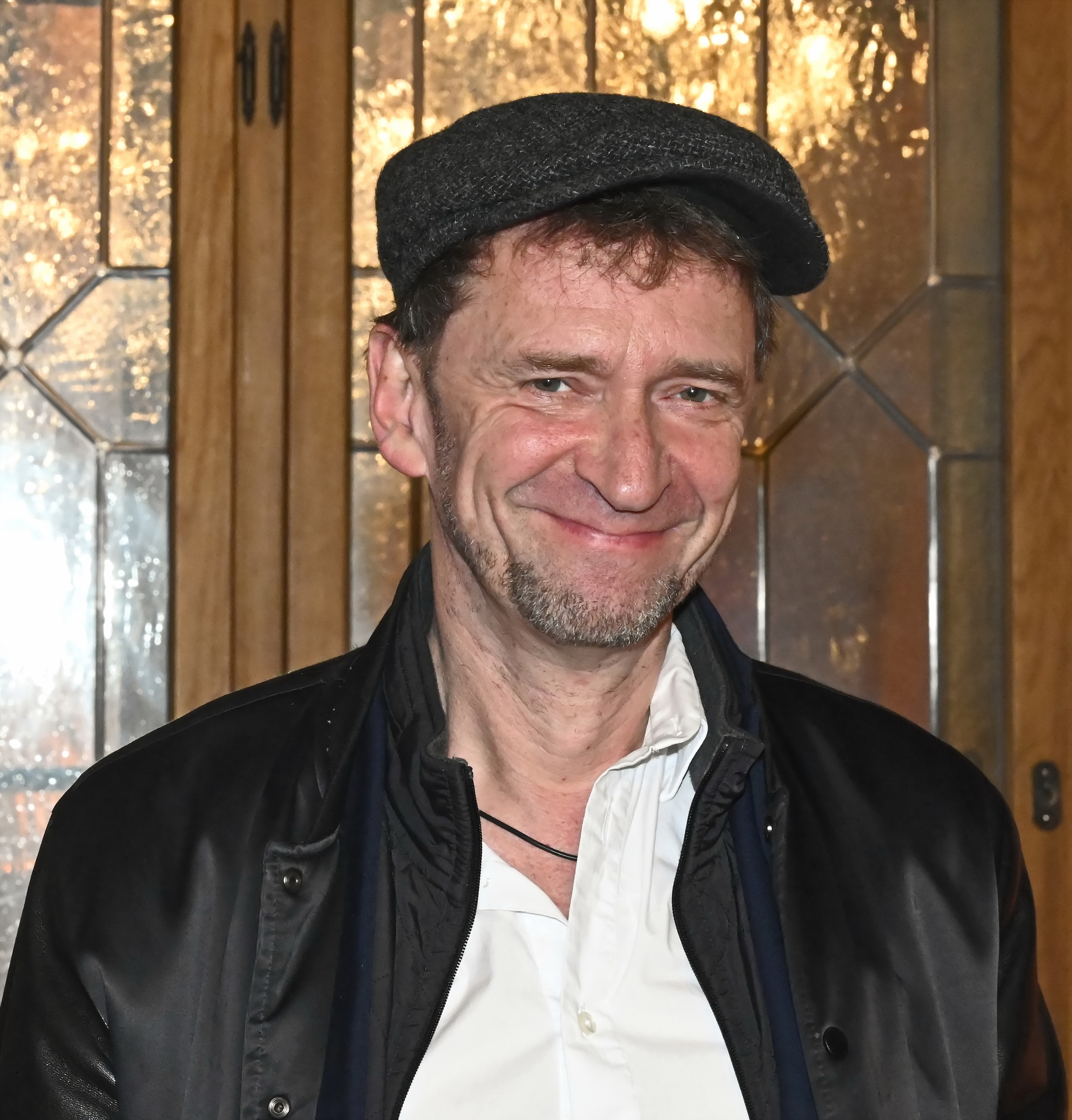
Ecco Meineke, 2020

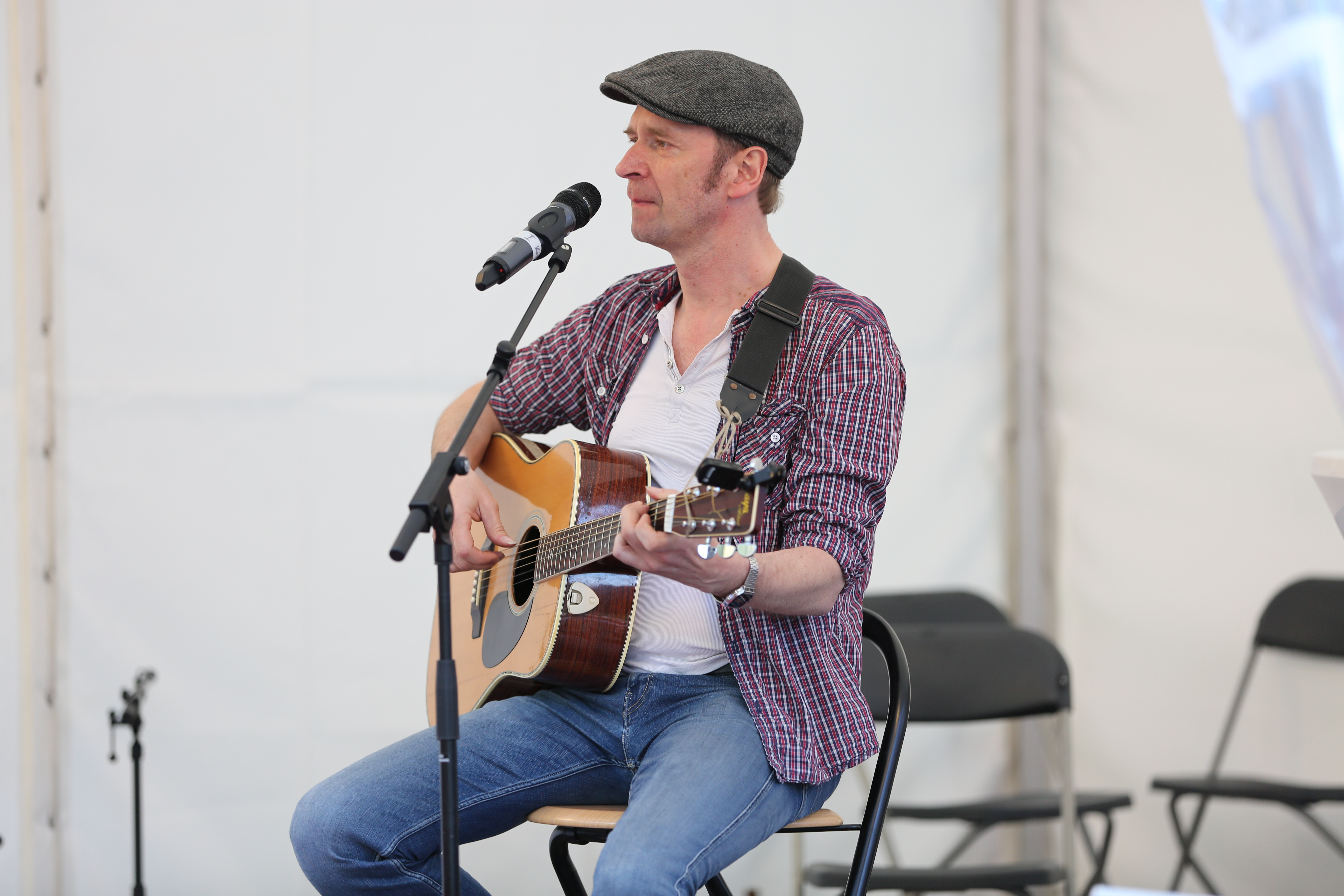
Ecco DiLorenzo bei einem Folk- und Bluesauftritt 2017

„Ecco“ Meineke (* 1961 in Kaufbeuren) ist ein deutscher Künstler, der in verschiedenen Genres tätig ist. Als Soul-, Jazz- und Chansonsänger ist er auch unter dem erweiterten Künstlernamen Ecco DiLorenzo bekannt.

## Musik
Noch an der Schule, dem Münchner Ludwigsgymnasium, lernte Ecco Meineke den späteren TV-Moderator und Songwriter Werner Schmidbauer kennen. Die beiden wurden als Duo „Jedermann“ fester Bestandteil der bayerischen Kleinkunstszene und absolvierten von 1978 bis 1985 mehr als 800 Auftritte (u. a. Michael-Schanze-Show). Auch danach arbeiteten sie zusammen, z. B. gemeinsam mit der irischen Sängerin Valery McLeary beim Comedy-Trio „Folksfest“.
1987 gründete Ecco Meineke die 11-köpfige Soul-Formation „Innersoul“ und gab sich als Sänger den Namen „Ecco DiLorenzo“. Im Laufe der 80er Jahre gründet er verschiedene Bands. Mit dem Bully-Herbig-Gitarristen Dieter Holesch tingelte er als „Good Time Blues“-Duo durch die Clubs. Im Jahr 2000 erhielten die beiden den Filmmusik-Auftrag für „Bully“ Herbigs Kinofilm Der Schuh des Manitu. Meineke/DiLorenzo steuerte die Texte bei und sang sämtliche männliche Gesangstracks. 1994 gründete er gemeinsam mit dem Klarinettisten Andreas Arnold die Klezmer-Gruppe „Die Shtetlmusikanten“.
1995 wagte Meineke mit einem Nat-King-Cole-Programm den Schritt in die Jazz-Szene.
Von 1996 bis 1997 war er Mitspieler im Comedy-Quiz Quast – Das Allerletzte aus aller Welt im Bayerischen Fernsehen.
2000 erschien sein Singer-Songwriter-Album „Der dritte Montag“. Er erhielt dafür den Deutschen Folkförderpreis.
2004 wurde Ecco Meineke Mitglied im Ensemble der „Münchner Lach- und Schießgesellschaft“. 7 Jahre und 5 Programme lang schrieb er Texte und stand auf der Bühne.
2010 wurde Meineke ans „polittbüro“-Theater nach Hamburg gerufen. Dort nahm er am Revue-Projekt „Die 7 Todsünden“ teil, um sich mit Gustav Peter Wöhler die Rolle des Elbphilharmonie-Intendanten „DuMont“ zu teilen.
2010 gab Meineke alias „Maurice Brox“ Club-Konzerte mit dem SingerSongwriter-Projekt „Anthony´s Garden“. Ende 2011 veröffentlichten „Anthony´s Garden“ ihr erstes Album how to grow a plant.
Mit seinem „Ecco DiLorenzo Jazz Quartet“ veröffentlichte er 2012 das Album Selffulfilling prophecies mit eigenen deutschen Texten.
Für die Aktion room is music is room brachte Meineke/DiLorenzo im Sommer 2013 Künstler aus den Bereichen Bildhauerei, Videokunst, Fotografie und Jazz zusammen. Dazu suchte er elf Bildhauer in ihren Ateliers auf und wählte je ein Objekt als Pate für eine Jazzkomposition. Im Münchner Einstein.Kultur-Zentrum spielte er eine Serie von vier Konzerten inmitten der Skulpturen.
2014 wurde in den Münchner Kammerspielen die Raus Revue aufgeführt. 2015 stellte Meineke im Münchner Künstlerhaus sein Chansonprogramm Meineke. Chansons. vor.
Zur Wiedereröffnung der Pinakothek der Moderne in München im Herbst 2013 erhielt Meineke den Zuschlag, die temporäre Kunst-Plattform Schaustelle/Schauing zu gestalten. Mit über dreißig Künstlern aus den Bereichen Bildhauerei/Drama/Film/Blues/Licht-Projektion/AgitProp und HipHop realisiert, wurde das Gelände in ein dadaistisches Spiegelbild des Oktoberfestes verwandelt.
Im Oktober 2015 erschien das Album Soultrain BaBaDee von Ecco DiLorenzo and his Innersoul.

## Kabarett
- 1993: Völlig veraltet
- 1996: Stirninger-Man (mit Christian Springer)
- 1999: Award (mit Christian Springer)
- 2001: Die Frauen essen uns alles weg! (mit Susanne Rohrer)
- 2004: Jenseits von OZ – Ein Kabarett-Märchen (Lach- und Schießgesellschaft)
- 2005: Abgehängt (Lach- und Schießgesellschaft)
- 2006: Verlängert – Jubliäumsprogramm 50 Jahre Lach- und Schießgesellschaft
- 2008: Last Minute (Lach- und Schießgesellschaft)
- 2010: Ohne Limit (Lach- und Schießgesellschaft)
- 2010: und wir kamen aus dem wasser (Soloprogramm)
- 2011: Fake! (Soloprogramm)
- 2012: 1. Kabarettistischer Jahresrückblick 2012 im Vereinsheim Schwabing
- 2013: Liberté! Égalité! Humbatäterä-Tätä! (Soloprogramm)
- 2017: Das Thema ist gegessen (Soloprogramm)

## Auszeichnungen

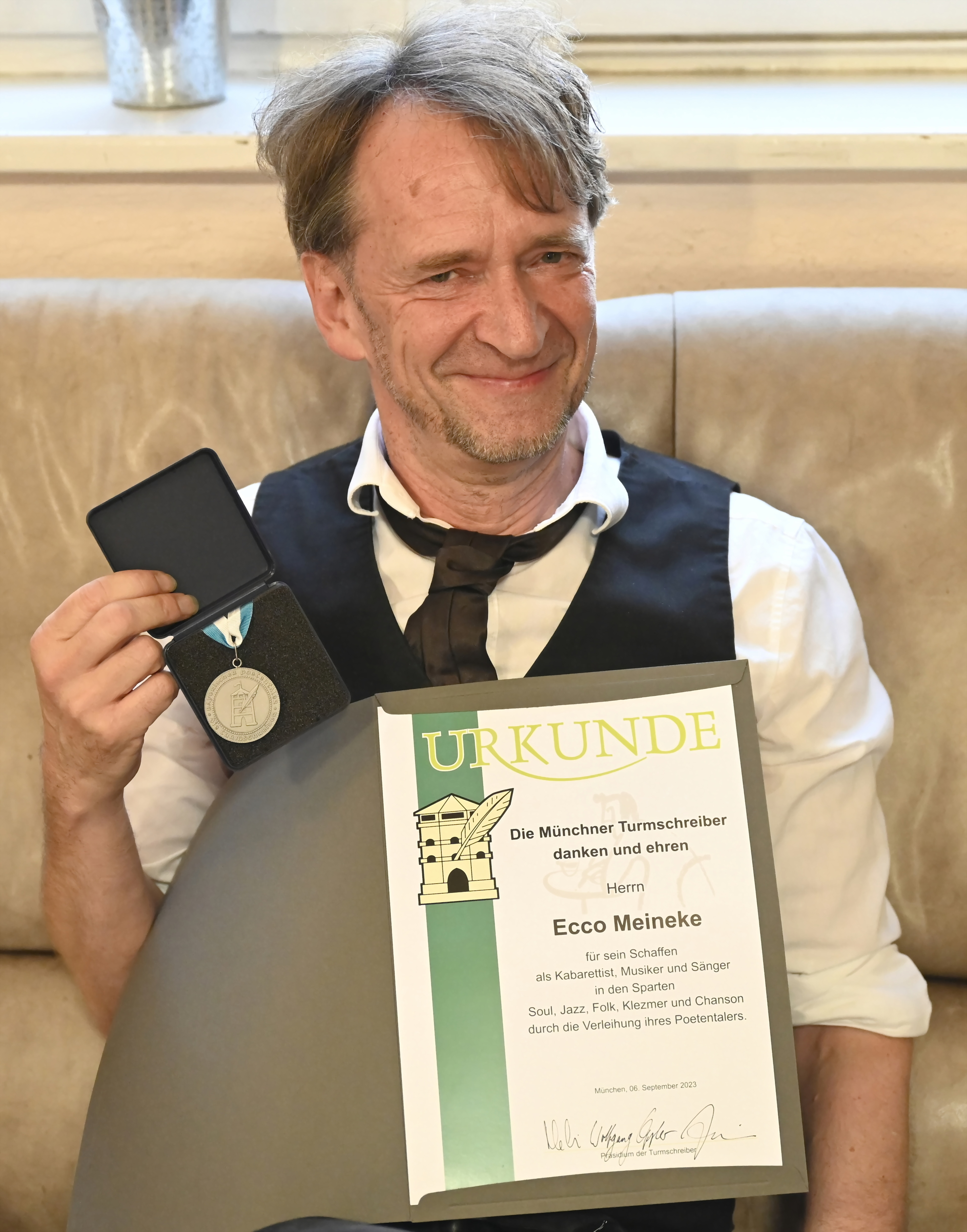
Ecco Meineke, Poetentaler 2023

- 1985: 1. Preis Jugendfilmfest Medienzentrum München für: DUNKELMANN, WG-Komödie / Horrorfilmparodie, 90 Min. (Drehbuch: Martin Östreicher und Echo Meineke)
- 2001: Folkförderpreis RUTH für Der dritte Montag
- 2011: 1. Preis beim Munich International Short Film Festival/kaliber35 für den Beitrag Ich hatte unterm Strich ne gute Woche.
- 2013: Melsunger Kabarettpreis Scharfe Barte
- 2013: Nominierung für den Fränkischen Kabarettpreis[11]
- 2023: Bayerischer Poetentaler

## Diskografie
- 2003: Der dritte Montag (Solo-Folk)
- 2012: Self-fulfilling Prophecies (Ecco DiLorenzo Jazz Quartett, GLM, mit Chris Gall, Paul Tietze, Wolfgang Peyerl sowie Andreas Dombert)
- 2012: How to Grow a Plant (mit Anthony´s Garden)
- 2015: Soultrain BaBaDee (Ecco DiLorenzo and his Innersoul)

## Einzelbelege
1. ↑  Auftritt Michael Schanze-Show
2. ↑  / Bericht Abschiedstour Trio "Folksfest (Memento vom 31. Dezember 2014 im Internet Archive)
3. ↑  Website "Innersoul"
4. ↑  Beitrag über die Shtetlmusikanten in der AA vom 7. Mai 2015
5. ↑  Chronik Lach- und Schießgesellschaft (Memento des Originals vom 22. April 2016 im Internet Archive)  Info: Der Archivlink wurde automatisch eingesetzt und noch nicht geprüft. Bitte prüfe Original- und Archivlink gemäß Anleitung und entferne dann diesen Hinweis.
6. ↑  Website Anthony's Garden
7. ↑  EccoDiLorenzo bei GLM Music
8. ↑  / Die Raus Revue - Wer ist hier der Nazi (Memento des Originals vom 18. Dezember 2015 im Internet Archive)  Info: Der Archivlink wurde automatisch eingesetzt und noch nicht geprüft. Bitte prüfe Original- und Archivlink gemäß Anleitung und entferne dann diesen Hinweis.
9. ↑  "Meineke.Chansons."
10. ↑  DADA-Wiesn - Kunstevent zur Wiedereröffnung der Pinakothek der Moderne 2013
11. ↑  / Teilnehmer Fränkischer Kabarettpreis (Memento des Originals vom 25. Oktober 2015 im Internet Archive)  Info: Der Archivlink wurde automatisch eingesetzt und noch nicht geprüft. Bitte prüfe Original- und Archivlink gemäß Anleitung und entferne dann diesen Hinweis.

| Personendaten    | Personendaten                            |
| ---------------- | ---------------------------------------- |
| NAME             | Meineke, Ecco                            |
| ALTERNATIVNAMEN  | DiLorenzo, Ecco (Künstlername)           |
| KURZBESCHREIBUNG | deutscher Kabarettist, Musiker und Autor |
| GEBURTSDATUM     | 1961                                     |
| GEBURTSORT       | Kaufbeuren                               |